# David Bentley
David Bentley, né le 27 août 1984 à Peterborough (Cambridgeshire), est un footballeur international britannique jouant pour l'Angleterre et évoluant au milieu de terrain.
Formé à Arsenal, Bentley ne se voit jamais offrir la chance d'évoluer à long terme dans l'équipe et est prêté à deux reprises à Norwich puis Blackburn. Les Rovers qui lèvent l'option d'achat au bout de six mois et chez qui Bentley s’épanouit. Après deux saisons complètes et des performances remarquées, il est appelé pour la première fois en équipe d'Angleterre lors de la saison 2007-2008 avant d'être acheté par Tottenham. Malheureusement, des blessures l'empêchent de s'offrir la place de titulaire qui lui est offerte et Bentley joue de moins en moins au fil des saisons. À la suite de prêts de durée variable à Birmingham, West Ham, FK Rostov puis Blackburn, David Bentley prend sa retraite au terme de la saison 2013-2014 à peine trente ans.

## Biographie

### Formation à Arsenal puis prêts (avant 2005)
À treize ans, David Bentley intègre le centre de formation d’Arsenal à la suite de ses bonnes performances avec son petit club de Wormley FC en tant qu’attaquant dans le comté de l'Hertfordshire. Mais à Arsenal, il se métamorphose en milieu décalé sur la droite. Trois ans plus tard, Arsène Wenger l'introduit dans l'équipe première.
En janvier 2003, Bentley joue son premier match professionnel au troisième tour de la Coupe d'Angleterre contre Oxford United. Il marque son premier but sous le maillot des Gunners lors du match de Coupe de la Ligue anglaise contre Middlesbrough, un match remporté 4-1 par Arsenal. En mai 2004, il joue son premier match de Premier League en mai 2004 contre Portsmouth qui lui permet d'être sacré champion d'Angleterre comme ses coéquipiers.
Lors de la saison 2004-2005, David Bentley est prêté au club de Norwich City où il joue 27 matchs de championnat et marque deux buts. Il réalise une bonne saison, freinée trois mois par une blessure.
À la fin de la saison, il retourne à Arsenal qui ne le conserve pas et le cède aux Blackburn Rovers pour un prêt d'un an.

### Révélation à Blackburn (2005-2008)
Dès janvier 2006, Blackburn signe définitivement le milieu de terrain offensif. Quelques jours plus tard, il signe son premier coup du chapeau contre Manchester United. Bentley gagne une place de titulaire dans le onze de Blackburn et aide l'équipe à terminer sixième du championnat, qualifié pour la Coupe UEFA 2006-2007.
En septembre 2006, au premier tour de la C3, Bentley assure la qualification de son équipe face au FC Salzbourg d'une volée dans la lucarne en seconde période (2-0), après le nul de l'aller en Autriche. Encore plus prolifique que la saison précédente, il attire les convoitises des clubs espagnols comme le Valence CF ou l'Atlético Madrid. En février 2007, son entraîneur Mark Hughes lui fait signer une prolongation de contrat qui court jusqu'en juin 2011. À la fin de la saison, il est élu joueur de l'année par les fans du club.
En décembre 2007, malgré son égalisation à l'heure de jeu sur coup franc, Bentley ne peut empêcher l'élimination de son équipe en quart-de-finale de la Coupe de la Ligue anglaise contre son ancien club d'Arsenal. Quelques jours plus tard, lors du Boxing Day, il permet à son club de remonter à la neuvième place de Premier League après avoir marqué le but du 2-1 sur le terrain de Derby County.

### Échec à Tottenham (2008-2011)

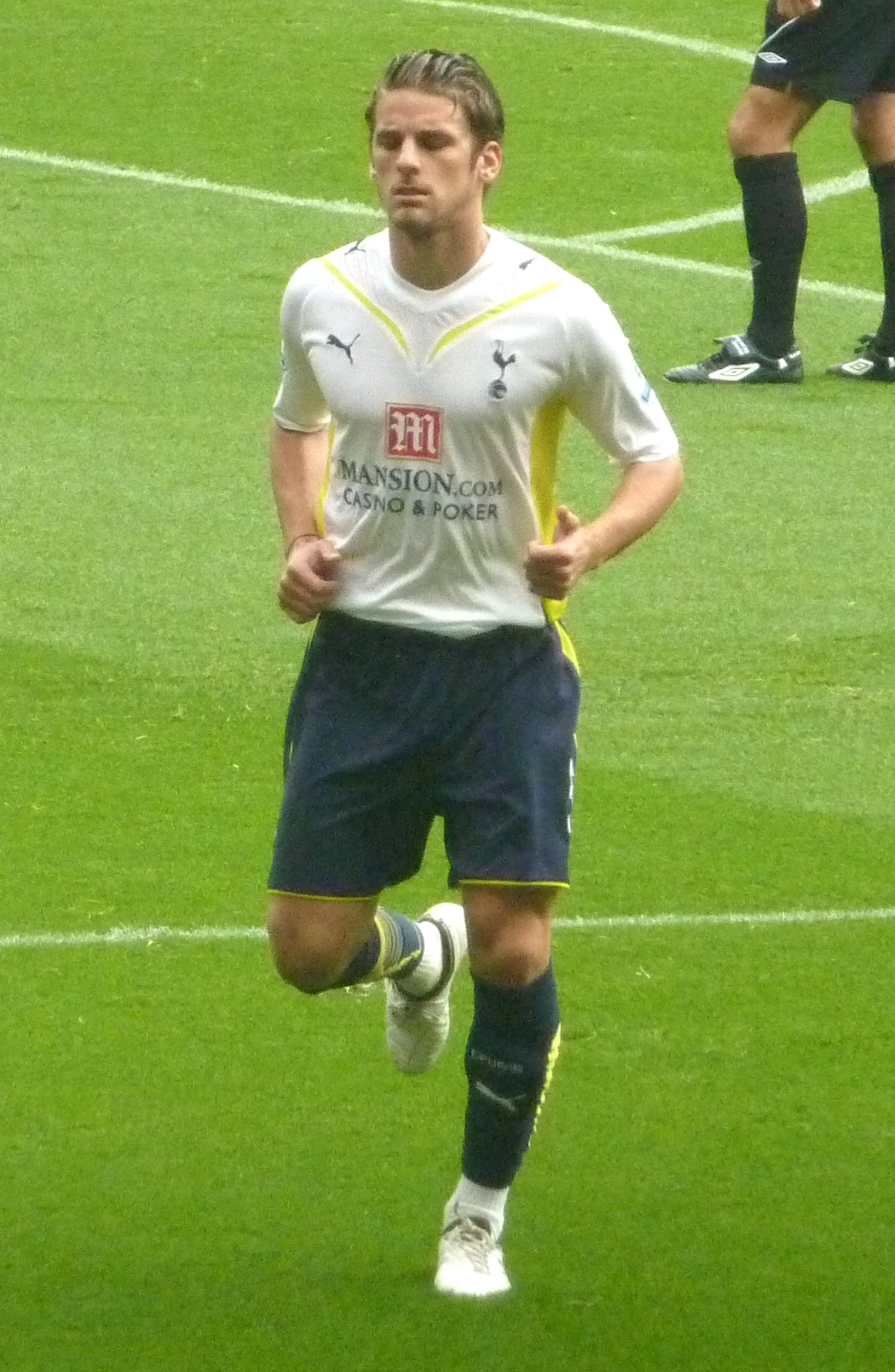
Bentley avec Tottenham en octobre 2009.

Fin juillet 2008, David Bentley rejoint Tottenham pour un transfert d'environ 19 millions d'euros (15 M₤) auxquels pourraient s'ajouter 2,5 M€ de plus. Le contrat de Bentley est prévu pour un maximum de six ans. Le joueur vient renforcer le milieu droit de l'équipe de Juande Ramos, qui s'apprête à défendre son titre en Coupe de la Ligue anglaise et espère aller jusqu'au bout en Coupe UEFA.
Sa saison 2008-2009 est une déception au vu des attentes qu'il suscite. En septembre 2008, il ouvre le score en Coupe UEFA 2008-2009 à domicile contre le Wisła Cracovie et permet à son club de l'emporter (2-1). En décembre, il permet à son équipe de se qualifier lors du dernier match du Groupe D en Coupe d'Europe, après avoir bien décalé Gareth Bale sur l'égalisation de Tom Huddlestone face au FK Spartak Moscou (2-2). Malgré un bon début de championnat en tant que titulaire et notamment un but contre Arsenal d'une frappe des 40m, Bentley accumule les blessures, et par conséquent joue peu. En mars 2009, à l'occasion de la finale de la Coupe de la Ligue face à Manchester United, Bentley envoie son tir à côté et permet aux Mancuniens de l'emporter,.
Lors de la saison 2009-2010, l'ailier anglais dispute sa première rencontre seulement fin octobre. Malgré le gros recrutement effectué, il est quand même retenu dans la liste des 25 joueurs du début de saison mais n'apparait que très peu, barré par Aaron Lennon. Le 26 janvier 2010, avec un but face à Fulham, il permet aux Spurs de renouer avec la victoire qui les fuit en championnat depuis le début de l'année civile et de reprendre trois points d'avance dans la course à la 4e place qualificative pour la Ligue des champions (2-0). En mars, lors du quart-de-finale de Coupe d'Angleterre encore contre Fulham, Bentley fait son entrée à la mi-temps et change le court du match. L'international anglais égalise d'abord sur un coup franc centré que personne ne touche après seulement deux minutes et offre ensuite une passe décisive pour Pavlyuchenko (victoire 3-1).
Lors de l'été 2010, Tottenham mise sur la vente de David Bentley pour remplir ses caisses et acheter d'autres joueurs. Selon le Sunday Mirror, le technicien nord-irlandais d'Aston Villa, Martin O'Neill, souhaite alors s'attacher les services de l'ancien joueur de Blackburn.

### Prêts successifs avant retraite anticipée (2011-2014)

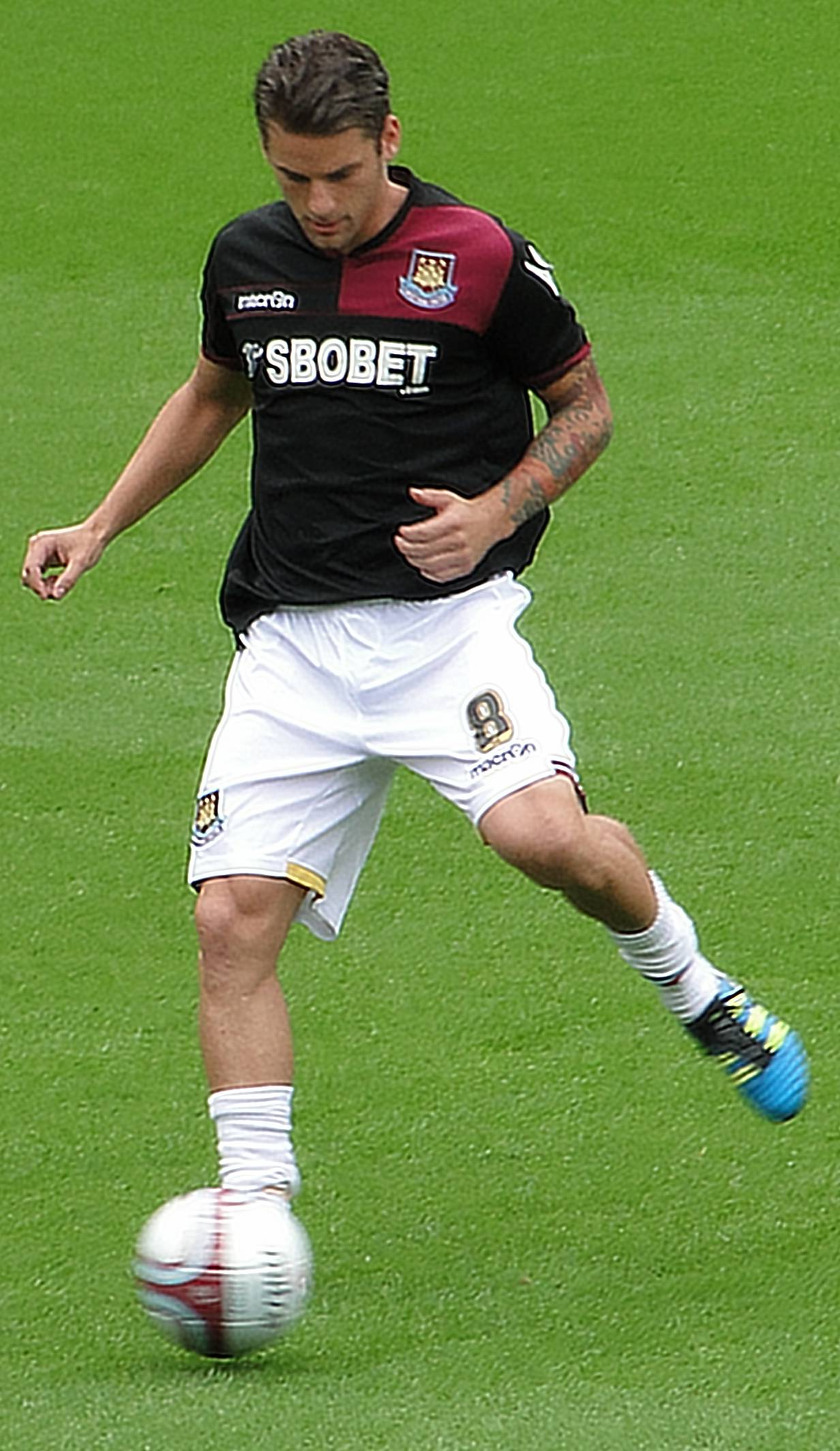
Bentley avec West Ham en septembre 2011.

En janvier 2011, Harry Redknapp ne comptant pas sur lui cette saison, David Bentley, apparu seulement à deux reprises avec Tottenham depuis le mois de juin, est prêté pour six mois à Birmingham City. L'international anglais, âgé de 26 ans, peine alors depuis son arrivée en juillet 2008 à obtenir un statut de titulaire chez les Spurs. Dès la fin du mois, le milieu anglais est décisif en réduisant la marque à 2-1 permettant à son équipe de l'emporter ensuite (3-2) au 4e tour de la Coupe d'Angleterre.
En août 2011, à la fin du marché des transferts, Tottenham confirme le départ de son ailier droit à West Ham en D2 anglaise. Mais David Bentley ne joue que cinq matches pour les Hammers. En octobre, l'ailier international anglais de 27 ans doit être opéré d'une lésion au genou gauche qui met fin à sa saison.
En septembre 2012, guéri de son genou, David Bentley ne reste pas à Tottenham : le milieu de terrain anglais est envoyé chez le FK Rostov (D1 russe), pour un prêt jusqu'en janvier 2013. De retour de Russie, Bentley est prêté pour cinq mois à Blackburn (D2 anglaise) où il a déjà évolué de 2005 à 2008.
En juin 2014, David Bentley annonce sa retraite sportive. Le milieu de terrain offensif, sans club depuis une année après son départ de Tottenham, officialise la nouvelle dans un entretien donné à Sky Sports : « J'ai tout donné pour le football. J'ai pris ma décision il y a déjà un an lorsque j'ai joué mon dernier match (...) J'ai senti qu'il était temps de l'annoncer. (...) J'ai eu des moments difficiles à Tottenham et c'est une des raisons de ce choix. C'est probablement un peu tôt, mais j'en suis là maintenant. C'est une décision positive dans ma vie. Je suis heureux. Je n'ai aucun regrets (...) Quand j'ai commencé, c'était une joie de vivre, faire ça comme travail, tous les jours, c'était génial ». Il compte alors se consacrer à sa famille et à son activité dans la restauration dans un premier temps.

### En équipe nationale
David Bentley joue en équipe nationale des moins de quinze, seize et 18 ans anglais, il est le capitaine de cette dernière. Joueur de l'équipe d'Angleterre espoir, il est le premier anglais à marquer dans le nouveau stade de Wembley lors du match amical contre les espoirs italiens en mars 2007.
En mai 2007, après une bonne prestation de Bentley avec l'équipe nationale B contre l'Albanie (victoire 3-1), Steve McClaren convoque Bentley pour disputer les deux prochaines rencontres de l'équipe d'Angleterre face au Brésil en amical, et l'Estonie en match de qualification pour l'Euro 2008, mais ne le fait pas rentrer en jeu.
Durant l'été 2007, le joueur des Blackburn Rovers, alors régulièrement convoqué chez les A, déclare forfait pour le Championnat d'Europe espoirs, invoquant une saison éprouvante.
David Bentley fait ses débuts en A contre Israël le 8 septembre 2007. En janvier 2008, il est convoqué pour le premier match de l'Angleterre de l'ère Fabio Capello. En l'absence de Beckham, jugé trop juste physiquement, Capello remet les clés du côté droit au jeune Bentley, longtemps avancé comme le successeur du « Spiceboy », qui réussit alors une bonne saison avec Blackburn. Il fête sa première titularisation lors de ce match contre la Suisse (victoire 2-1).

## Style de jeu

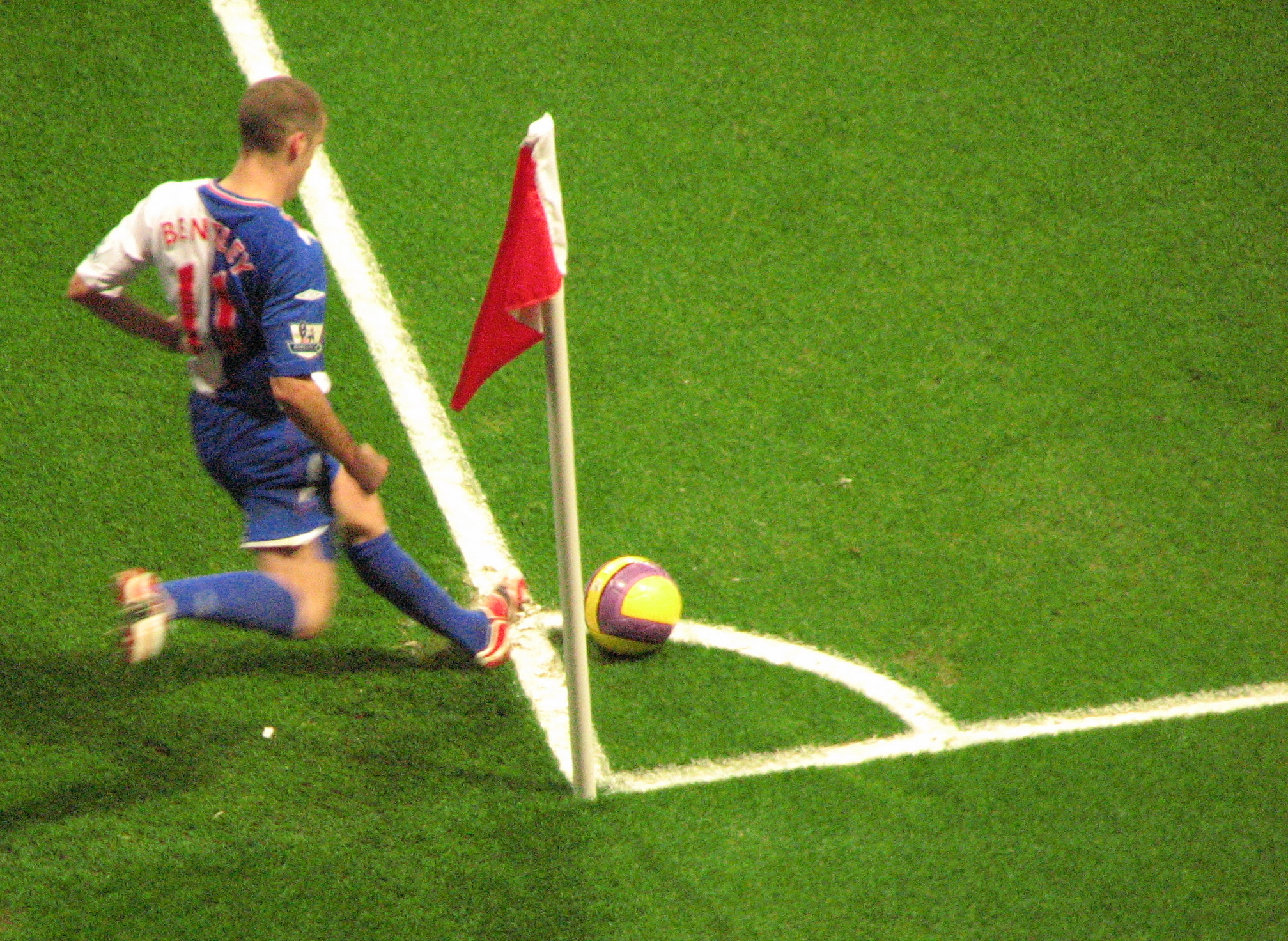
Bentley se sert de la qualité de son jeu long pour tirer les corners.

Sa technique et la précision de ses centres sont admirées en Angleterre.

## Statistiques

### Générales par saison
Le tableau ci-dessous illustre les statistiques de David Bentley durant sa carrière professionnelle,.
| Saison                | Club                    | Championnat           | Championnat | Championnat | Coupe(s) nationale(s) | Coupe(s) nationale(s) | Compétition(s) continentale(s) | Compétition(s) continentale(s) | Compétition(s) continentale(s) | Angleterre | Angleterre | Total | Total |
| Saison                | Club                    | Division              | M.          | B.          | M.                    | B.                    | Comp.                          | M.                             | B.                             | M.         | B.         | M.    | B.    |
| 2002-2003             | Arsenal FC              | PL                    | -           | -           | 1                     | 0                     | -                              | -                              | -                              | -          | -          | 1     | 0     |
| 2003-2004             | Arsenal FC              | PL                    | 1           | 0           | 6                     | 1                     | -                              | 1                              | 0                              | -          | -          | 8     | 1     |
| Sous-total            | Sous-total              | Sous-total            | 1           | 0           | 7                     | 1                     | -                              | 1                              | 0                              | 0          | 0          | 9     | 1     |
| 2004-2005             | Norwich City (prêt)     | PL                    | 26          | 2           | 2                     | 0                     | -                              | -                              | -                              | -          | -          | 28    | 2     |
| août-dec 2005         | Blackburn Rovers (prêt) | PL                    | 11          | 0           | 3                     | 1                     | -                              | -                              | -                              | -          | -          | 14    | 1     |
| 2006                  | Blackburn Rovers        | PL                    | 17          | 3           | 3                     | 1                     | -                              | -                              | -                              | -          | -          | 20    | 4     |
| 2006-2007             | Blackburn Rovers        | PL                    | 36          | 4           | 7                     | 0                     | C3                             | 8                              | 3                              | -          | -          | 51    | 7     |
| 2007-2008             | Blackburn Rovers        | PL                    | 37          | 6           | 4                     | 2                     | C3                             | 6                              | 1                              | 6          | 0          | 53    | 9     |
| Sous-total            | Sous-total              | Sous-total            | 101         | 13          | 17                    | 4                     | -                              | 14                             | 4                              | 6          | 0          | 138   | 21    |
| 2008-2009             | Tottenham Hotspur       | PL                    | 25          | 1           | 5                     | 0                     | C3                             | 5                              | 1                              | 1          | 0          | 36    | 2     |
| 2009-2010             | Tottenham Hotspur       | PL                    | 15          | 1           | 9                     | 2                     | -                              | -                              | -                              | -          | -          | 24    | 3     |
| 2010-2011             | Tottenham Hotspur       | PL                    | 2           | 0           | 1                     | 0                     | -                              | -                              | -                              | -          | -          | 3     | 0     |
| janv-mai 2011         | Birmingham City (prêt)  | PL                    | 13          | 0           | 2                     | 1                     | -                              | -                              | -                              | -          | -          | 15    | 1     |
| 2011-2012             | West Ham United (prêt)  | D2                    | 5           | 0           | -                     | -                     | -                              | -                              | -                              | -          | -          | 5     | 0     |
| 2012-2013             | FK Rostov (prêt)        | D1                    | 7           | 0           | 1                     | 0                     | -                              | -                              | -                              | -          | -          | 8     | 0     |
| fév-mai 2013          | Blackburn Rovers (prêt) | D2                    | 5           | 0           | 2                     | 0                     | -                              | -                              | -                              | -          | -          | 7     | 0     |
| Sous-total            | Sous-total              | Sous-total            | 42          | 2           | 15                    | 2                     | -                              | 5                              | 1                              | 1          | 0          | 63    | 5     |
| Total sur la carrière | Total sur la carrière   | Total sur la carrière | 200         | 17          | 46                    | 8                     | -                              | 20                             | 5                              | 7          | 0          | 273   | 30    |

### Détails des sélections avec l'Angleterre
David Bentley joue à sept reprises pour l'équipe d'Angleterre de football sans inscrire de but. Il connaît sa première victoire dès ses débuts face à Israël le 8 septembre 2007 en éliminatoires pour le Championnat d'Europe 2008 (3-0).
Bentley ne joue qu'une seule de ces sept rencontres en entier, à l'occasion de sa troisième capes sous le maillot rouge, le 6 février 2008 au Stade de Wembley contre la Suisse (victoire 2-1). Sinon, il fait toujours son entrée en jeu en seconde période. De plus, le joueur évolue à Wembley lors de quatre de ses convocations, les trois autres se déroulant à l'étranger.
| Les sept sélections de David Bentley avec l'équipe d'Angleterre | Les sept sélections de David Bentley avec l'équipe d'Angleterre | Les sept sélections de David Bentley avec l'équipe d'Angleterre | Les sept sélections de David Bentley avec l'équipe d'Angleterre | Les sept sélections de David Bentley avec l'équipe d'Angleterre | Les sept sélections de David Bentley avec l'équipe d'Angleterre | Les sept sélections de David Bentley avec l'équipe d'Angleterre |
| #                                                               | Date                                                            | Lieu                                                            | Adversaire                                                      | Score                                                           | Compétition                                                     | Note                                                            |
| --------------------------------------------------------------- | --------------------------------------------------------------- | --------------------------------------------------------------- | --------------------------------------------------------------- | --------------------------------------------------------------- | --------------------------------------------------------------- | --------------------------------------------------------------- |
| 1                                                               | 8 septembre 2007                                                | Stade de Wembley, Londres                                       | Israël                                                          | 3-0                                                             | Élimin. Euro 2008                                               | 83e                                                             |
| 2                                                               | 16 novembre 2007                                                | Stade Ernst-Happel, Vienne                                      | Autriche                                                        | 0-1                                                             | A                                                               | 62e                                                             |
| 3                                                               | 6 février 2008                                                  | Stade de Wembley, Londres                                       | Suisse                                                          | 2-1                                                             | A                                                               |                                                                 |
| 4                                                               | 26 mars 2008                                                    | Stade de France, Paris                                          | France                                                          | 0-1                                                             | A                                                               | 63e                                                             |
| 5                                                               | 28 mai 2008                                                     | Stade de Wembley, Londres                                       | États-Unis                                                      | 2-0                                                             | A                                                               | 45e                                                             |
| 6                                                               | 1er juin 2008                                                   | Hasely Crawford Stadium, Port-d'Espagne                         | Trinité-et-Tobago                                               | 3-0                                                             | A                                                               | 45e                                                             |
| 7                                                               | 20 août 2008                                                    | Stade de Wembley, Londres                                       | Tchéquie                                                        | 2-2                                                             | A                                                               | 79e                                                             |

## Palmarès
Arsenal
- Champion d'Angleterre en 2004

 Tottenham Hotspur
- Finaliste de la Coupe de la Ligue anglaise en 2009.